# 飛輪

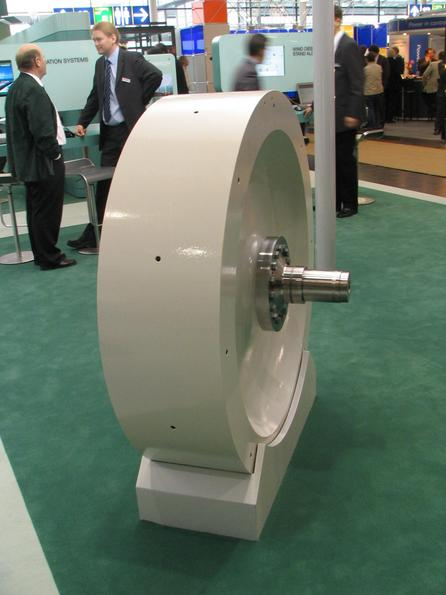
一個工業飛輪

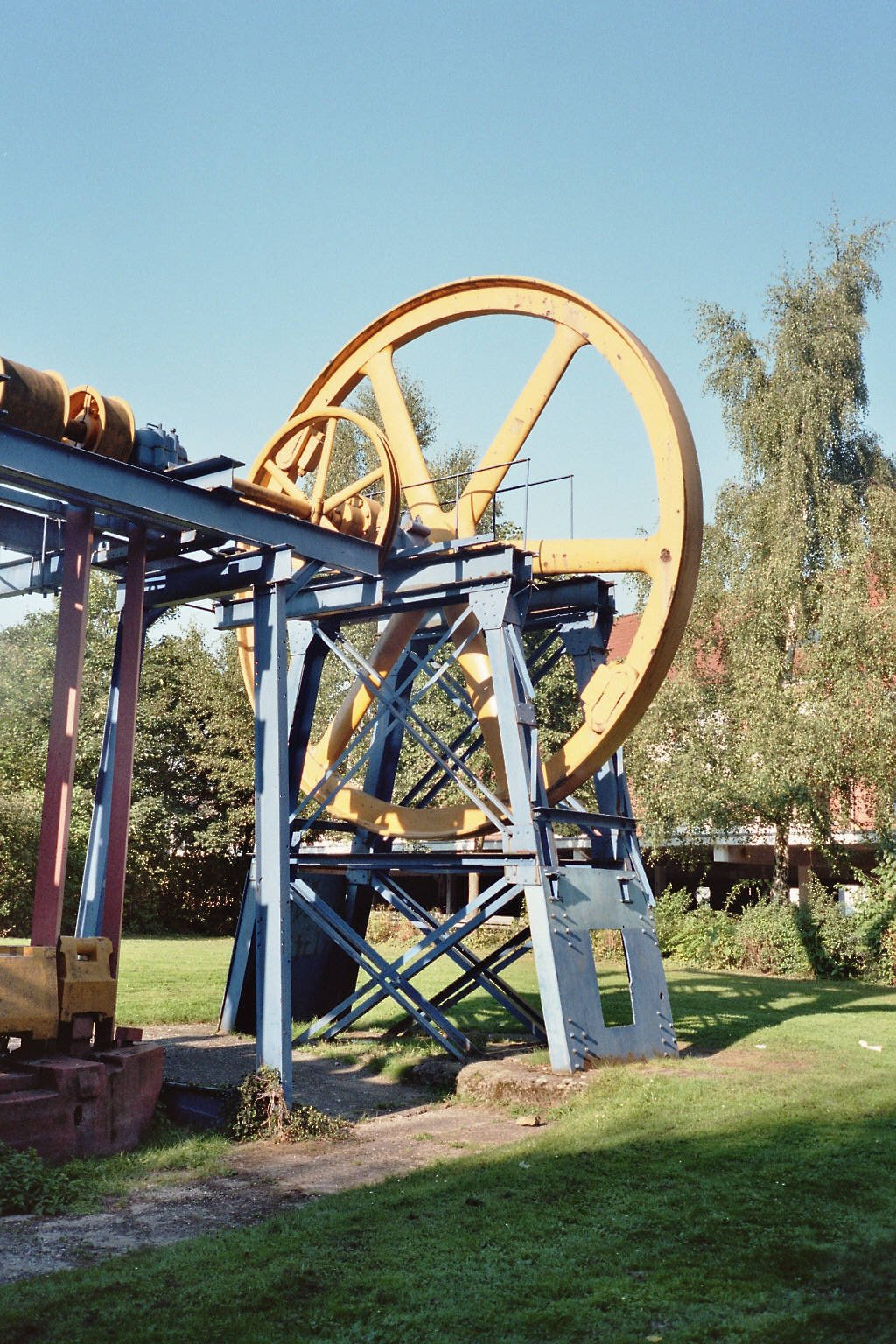
一個古老機械中使用的飛輪，位在德國的維滕。

飞轮（英語：flywheel）是在旋转运动中用于储存旋轉動能的一种机械装置。飞轮傾向於抵抗轉速的改變，当动力源对旋转轴作用有一个变动的力矩时（例如往複式發動機），或是應用在間歇性負載時（例如活塞或沖床），飞轮可以減小轉速的波動，使旋转运动更加平顺。
有些測試需要間歇性的高功率輸出，若此功率直接由電力系統提供，可能會造成不想要的電流突波。若配合飞轮使用，當輸入功較輸出功大時，飞轮會將多餘能量轉換為本身的動能，同時使飞轮加速；當輸入功較輸出功小時，飞轮會減速，釋放的動能即可成為功率的輸出。
飛輪通常由鋼製成，並在傳統的軸承上旋轉;旋轉速率一般僅限於幾千RPM。一些現代的飛輪是用碳纖維材料製成的，並採用磁性軸承，使它們的旋轉速度能夠高達60,000 RPM。

## 原理

旋轉中的飞轮

飞轮是一個延著固定軸旋轉的輪子或圓盤，能量以旋轉動能的方式儲存在轉子中：
{\displaystyle E_{k}={\frac {1}{2}}\cdot I\cdot \omega ^{2}}
其中
{\displaystyle \omega }是角速度
{\displaystyle I}是質量相對軸心的轉動慣量，轉動慣量是物體抵抗力矩的能力，給予一定力矩，轉動慣量越大的物體轉速越低。
- 固體圓柱的轉動慣量為{\displaystyle I_{z}={\frac {1}{2}}mr^{2}},
- 若是薄壁空心圓柱，轉動慣量為{\displaystyle I=mr^{2}\,},
- 若是厚壁空心圓柱，轉動慣量則為{\displaystyle I={\frac {1}{2}}m({r_{1}}^{2}+{r_{2}}^{2})}.

其中{\displaystyle m}表示質量，{\displaystyle r}表示半徑，{\displaystyle r_{1}}、{\displaystyle r_{2}}分別代表外圈與內圈半徑，在轉動慣量列表中可以找到更多的資訊。
在使用國際單位制計算時，質量、半徑及角速度的單位分別是公斤、公尺，弧度/秒，所得到的結果會是焦耳。
由於飞轮可儲存的能量是和轉動慣量成正比，因此在設計飞轮時，會盡量在不變動質量的條件下，去增加其轉動慣量，例如說將中間摟空，質量集中在飞轮的外圍等作法。
在利用飞轮儲存能量時，還需要考慮在轉子不變形或斷裂的前提下，飞轮可儲存的能量上限，主要需考量轉子的環應力：
{\displaystyle \sigma _{t}=\rho r^{2}\omega ^{2}\ }
其中
{\displaystyle \sigma _{t}}是轉子外圈所受到的張應力
{\displaystyle \rho }是轉子的密度
{\displaystyle r}是轉子的半徑
{\displaystyle \omega }是轉子的角速度

## 飞轮儲存的能量

### 範例
以下是一些「飞轮」的範例及其儲存的能量，{\displaystyle I=kmr^{2}}。
| 物體                               | k（隨形狀而變） | 質量          | 直徑       | 轉速                     | 所儲存的能量（焦耳） | 所儲存的能量        |
| ---------------------------------- | --------------- | ------------- | ---------- | ------------------------ | -------------------- | ------------------- |
| 自行車車輪（時速20公里）           | 1               | 1公斤         | 70公分     | 150 rpm                  | 15 J                 | 4×10−3 Wh           |
| 速度加倍的自行車車輪（時速40公里） | 1               | 1公斤         | 70公分     | 300 rpm                  | 60 J                 | 16×10−3 Wh          |
| 質量加倍的自行車車輪（時速20公里） | 1               | 2公斤         | 70公分     | 150 rpm                  | 30 J                 | 8×10−3 Wh           |
| 火車車輪（時速60公里）             | 1/2             | 942公斤       | 1公尺      | 318 rpm                  | 65 kJ                | 18 Wh               |
| 大卡車車輪（時速30公里）           | 1/2             | 1000公斤      | 2公尺      | 79 rpm                   | 17 kJ                | 4.8 Wh              |
| 小的飛輪電池                       | 1/2             | 100公斤       | 60公分     | 20000 rpm                | 9.8 MJ               | 2.7 kWh             |
| 火車再生制動用的飛輪               | 1/2             | 3000公斤      | 50公分     | 8000 rpm                 | 33 MJ                | 9.1 kWh             |
| 備用電源用的飛輪                   | 1/2             | 600公斤       | 50公分     | 30000 rpm                | 92 MJ                | 26 kWh              |
| 地球                               | 2/5             | 5.97×1024公斤 | 12,725公里 | 大約每天一轉（696 µrpm） | 2.6×1029 J           | 72 YWh（× 1024 Wh） |

### 飛輪能量和材料的關係
對於相同尺寸外形的飛輪，其動能和環向應力及體積成正比：
{\displaystyle E_{k}\varpropto \sigma _{t}V}
若以質量來表示，則其動能和質量成正比，也和單位密度的環向應力成正比：
{\displaystyle E_{k}\varpropto {\frac {\sigma _{t}}{\rho }}m}
{\displaystyle {\frac {\sigma _{t}}{\rho }}}可以稱為比強度。若飛輪使用材質的比強度越高，其單位質量下的能量密度也就就越大。

## 歷史

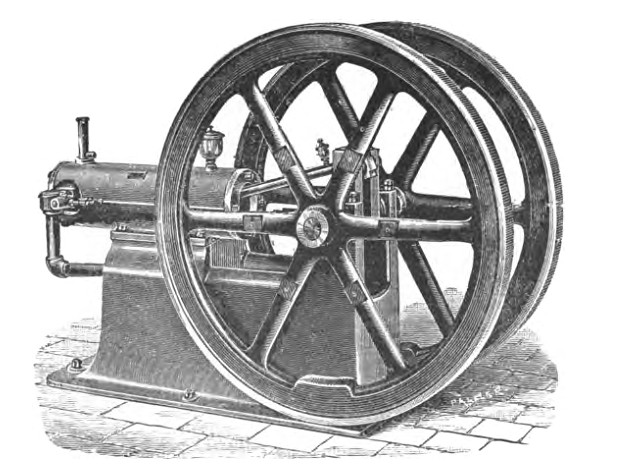
一個White and Middleton 1898固定式發動機的圖，其飛輪是二個一組的

飞轮的概念很早就出現在人類的生活中，新石器時代的紡錘及陶輪都有類似飞轮的概念。
十一世紀時安達盧斯的農藝師Ibn Bassal在其著作《Kitab al-Filaha》中，描述飞轮應用在水力機械中的情形。
根據從事中世紀研究的學者Lynn White的資料，首次出現使用飞轮來作為穩定轉速的記載是在德國藝術家Theophilus Presbyter（約1070-1125）的著作《De diversibus artibus》（On various arts）中，他在他的許多機器中都使用到飞轮。
在工業革命時，詹姆斯·瓦特將飞轮應用在蒸氣機上，而詹姆斯·皮卡德將飞轮和曲柄一起使用，將往復式運動變成旋轉運動。

## 應用
飛輪應用在車輛上時，需考慮進動的問題。若一個旋轉的飛輪受到其他會改變其旋轉軸力矩的影響，飛輪的旋轉軸也會會繞另一個軸旋轉，這個稱為進動。一部有垂直軸飛輪的車輛在通過山頂或谷底時，會受到一個橫向的動量，用二個旋轉方向相反的飛輪即可消除此問題。
在現代的應用中動量飛輪是一個用在衛星定位用的飛輪，飛輪用來提供其他衛星設備一個正確及固定的方向，不需推力火箭的協助。
飛輪常運用在打洞機及鉚釘機中，平時儲存馬達提供的能量，在需要功率輸出時，即可釋放原先儲存的能量。

### 配合內燃機
在內燃機的應用上，飛輪是連結到曲軸上的大質量輪子，主要目的是維持曲軸上固定的角速度。

### 儲能裝置
密封於真空中的飛輪可以取代充電電池，非常適用於固定式裝置，具有壽命長、無記憶效益、數分鐘即可充飽、放電速度與電容相近、成本低等優點。
可以用來應付尖峰負載，也可以增加再生能源的穩定性。

## 外部連結
- Interesting Thing of the Day article on the Flywheel （页面存档备份，存于）。作者：Joe Kissell
- 飛輪能量計算器 (英文) （页面存档备份，存于）
- Some Energy Buffer